# Iñigo Landaluze
Iñigo Landaluze Intxaurraga, född 9 maj 1977 i Getxo, Vizcaya, är en spansk professionell tävlingscyklist som senast tävlade för Euskaltel-Euskadi. Det var också i detta baskiska stall som han blev professionell 2001. Hans största framgång är vinsten i Dauphiné Libéré 2005.
Landaluze blev anklagad för att ha dopat sig efter att ha testats positiv för testosteron efter sin seger i Dauphiné Libéré. Han blev avstängd från allt tävlande till och med slutet av säsongen 2006, när det blev klart att anti-dopningslabbet hade gjort en del fel vid testandet. Det är därmed oklart om cyklisten var dopad eller inte, men efter det var spanjoren fri att tävla.
Landaluze slutade på åttonde plats på Challenge Mallorca. På etapp 3 av Criterium du Dauphiné Libéré slutade spanjoren på femte plats bakom Niki Terpstra, Ludovic Turpin, Yuri Trofimov och Rémi Pauriol. I juli 2009 blev det känt att Iñigo Landaluze hade testats positivt för EPO-CERA vid två tillfällen under säsongen 2009, den 7 juni under Dauphiné Libéré och den 16 juni under ett out-of-competition-test och den gången erkände han.

## Meriter
2005
1:a, Dauphiné Libéré
2007
2:a, etapp 7, Tour de France

## Stall
- Euskaltel-Euskadi 2001–2009